# ريتشارد هيل
ريتشارد هيل (بالإنجليزية: Richard Hell)‏ مواليد 2 أكتوبر 1949 في كنتاكي، الولايات المتحدة، هو مغني وكاتب غنائي وموسيقي وكاتب أمريكي بدأ مسيرته الفنية عام 1972.

## وصلات خارجية
- ريتشارد هيل على موقع IMDb (الإنجليزية)
- ريتشارد هيل على موقع الموسوعة البريطانية (الإنجليزية)
- ريتشارد هيل على موقع ميوزك برينز (الإنجليزية)
- ريتشارد هيل على موقع إن إن دي بي (الإنجليزية)
- ريتشارد هيل على موقع أول ميوزيك (الإنجليزية)
- ريتشارد هيل على موقع ديسكوغز (الإنجليزية)
- ريتشارد هيل على موقع ديسكوغز (الإنجليزية)
- ريتشارد هيل على موقع قاعدة بيانات الفيلم (الإنجليزية)

- الموقع